# 真人快打系列角色列表
《真人快打》系列角色列表，介绍在游戏《真人快打》中登场的重要以及可使用的人物。

## 登場人物

### 《真人快打》（1992）
- 刘康（Liu Kang）

配音：Ed Boon(MKII)、Randy Hamilton( MK:TJB )、Brian Tochi( MK:DotR )、John Tobias ( MK4 )、Jin Kim ( MK:SM )、Tom Choi (2008–2015)、Matthew Yang King ( MK11 )、Jordan Rodrigues (2020网剧动画系列)
演员：	Robin Shou（1990 年代电影）、Brian Tee（网剧）、Ludi Lin（2021年电影）
来自东方的格斗家，该系列的男主角，因为其潜能等原因受到雷电的注意，并让其成为了保护地球的战士。
与空老、李梅一起成为了魔族战士波莱丘的弟子，并在之后多次为了对抗魔族以及邪恶实力的入侵而战斗。
在第5部中被拳痴和尚宗偷袭致死，之后改造成了僵尸，并在之后一起和所有人死在了争夺火焰人力量的战役中。
在时间线重置后，因为与雷电产生了争执而死于意外，之后成为了拳痴的傀儡，而后在11中，过去时间线的他成为了神。
- 乔尼·凯奇（Johnny Cage）

配音：	Jeff Bennett (MK:TJB)、Ed Boon (MK4)、Matt Chapman (MK:SM)、Jeff Pilson (MK9)、Andrew Bowen (2015–present)、Linden Ashby (MK11; Premier skin)、Joel McHale (2020年动画)
演员：	Linden Ashby (1995 年电影)、Chris Conrad (1997年电影)、Matt Mullins (Rebirth, Legacy)、Casper Van Dien (Legacy II)、Dane Reese (2021年电影)
一位来自美国的功夫演员，为了证明自己作品中的演技是真功夫，所以参加了真人快打的比赛。
之后一起和所有人死在了争夺火焰元素的能力的战役中。
时间线重置后，他被设定成为一个幽默风趣的人，并且他的祖先来自古代地中海，一个为神灵训练战士的部落，在之后与索尼娅结婚，并且有了一个女儿。
在11中，其与过去的自己的相遇。在尚宗的线路中，他被尚宗等人击败。
- 卡诺（Kano）

配音Michael Des Barres ( MK:DotR )、David Allen (2000年–2006年)、Michael McConnohie (2008年–2015年)、JB Blanc ( MK11 )、Robin Atkin Downes (2020年动画)、David Wenham ( MKL:SB )
演员：	Linden Ashby (1995 年电影)、Chris Conrad (1997年电影)、Matt Mullins (Rebirth, Legacy)、Casper Van Dien (Legacy II)、Dane Reese (2021年电影)
黑龙会首领，同时也是索尼娅的仇人，曾经被贾克斯打坏了一只眼睛，于是其在身上增加了可以发生激光的义眼，为人阴险交战，可以为了利益而出卖一切，并且和绍康等人合作。之后一起和所有人死在了争夺火焰人力量的战役中。
在时间线重置后，其一直为了钱在和外族人合作。在11中，因为过去的自己被杀，于是其也跟着消逝。
- 雷电（Raiden）

配音：Jon Hey (1992-1996)、Ron Feinberg ( MK:TJB )、Clancy Brown ( MK:DotR )、Ed Boon ( MK4 )、Allan Stagg ( MK:DA )、Chase Ashbaker (2004–2005) 、Dan Bakkedahl ( MK:SM ) 、Rom Barkhordar ( MK:A )、Richard Epcar (2008年)、Christopher Lambert
演员：Michael Garvey ( MKM:SZ )、Christopher Lambert (1995 电影)、James Remar ( Annihilation )、Jeffrey Meek ( Conquest )、Ryan Robbins ( Legacy )、David Lee McInnis ( Legacy II )、Tadanobu Asano (2021 电影)
地球的守护神，因为其身份导致其不能直接干预人与异界的事情，所以一般都在指引人们。
辛诺科的死对头。其就是被雷电打败然后被放逐到地下界。
之后在争夺火焰人力量的战役中，在被绍康杀前用一些方式告诉过去的自己一些东西，而过去的自己因为始终不明白未来的自己到底要说什么，所以导致刘康等人死亡，最后在其明白了未来的自己想说什么后，终于用计将绍康击败。
在10中因为吸收了堕落能力而黑化，其后因为时间线而导致其消失。
在11中，过去的自己为了能打败克罗尼卡，于是决定把自己的力量给了刘康，而自己成为了凡人。在尚宗的线路中，他和风神一起成为了尚宗的部下。
- 刀锋索尼娅/索尼娅·布莱德（Sonya Blade）

配音：Peg Burr ( MK - MK4 )、Jennifer Hale ( MK:TJB )、Olivia D'Abo ( MK:DotR )、Beth Melewski ( MK:SM )、Chrissie Rios ( MK:A )、Dana Lyn Baron (2008–2011)、SG Willie ( MKvsDCU ) 、Tricia Helfer ( MKX )、Ronda Rousey ( MK11 )、Bridgette Wilson ( MK11 , Premier skin) 、Jennifer Carpenter (2020–present)
演员：Bridgette Wilson (1995 film)、Sandra Hess (Annihilation)、Kerri Hoskins (Federation of Martial Arts)、Jeri Ryan (Rebirth, Legacy)、Jessica McNamee (2021年电影)
美国特种部队成员，卡诺的死敌，为了追捕卡诺以及为了给同伴报仇于是参加了真人快打比赛。之后一起和所有人死在了争夺火焰人力量的战役中。
在时间线重置后，其一直在为了保护地球而战，在11中，现在时间线的索尼娅死亡，过去时间线的她和地球战士一起保护地球。在尚宗的线路中，他被尚宗等人击败。
- 蜥蜴人（Reptile）

配音：Ed Boon ( MK1 )、Dan Forden ( MK4 )、Tom Taylorson ( MK:A )、Marz Timms ( MK9 )、Steve Blum
演员：基思·库克(1995 年电影)、乔恩·瓦莱拉 (征服)、理查德·多顿
半人半爬虫类外貌的泽塔兰族遗孤，会隐身，以及能伸长舌头，为了复兴种族而决定加入绍康的部队，曾成为了龙王奥纳迦的寄生的祭品。
在时间线重置后，其因为找到了一些复活种族的方式，于是决定不再回到异世界。
- 碧汉/绝对零度/怒影·塞波特（Bi Han/Sub-Zero/Noob Saibot）

配音：Ed Boon (MK:D)、Jamieson Price (MK9)、Sean Chiplock (MK11)
演员：	J. J. Perry (Annihilation)、Kimball Uddin (Conquest)、Jim Cummings (MK:TJB)、Jamieson Price (MK9)、Steve Blum
初代绝对零度，同时也是蒯良的哥哥，曾被拳痴骗去找元素，后来遇到了雷电。
因为被拳痴欺骗而被蝎子(波佐之半藏)所杀，其后被拳痴复活，然而其成为拳痴的部下。之后一起和所有人死在了争夺火焰人力量的战役中。
在时间线重置后依旧为绍康或者是拳痴服务。
- 蝎子/波佐之半藏（Scorpion/Hanzo Hasashi）

演员：Chris Casamassa (1995 film)、J. J. Perry (Annihilation)、Ian Anthony Dale (web series)、Hiroyuki Sanada (2021 film)
配音：Ed Boon (1992–2005)、Simeon Norfleet (MK:A)、Patrick Seitz (2008–present)、Ron Yuan (MK11)
因为其家族被灭，而又被蝎子欺骗，所以决定向绝对零度复仇。其后为了赎罪，保护绝对零度的弟弟。
之后经常会因为一些原因和绍康或者是地球战士合作。
时间线重置后因为得知了拳痴的阴谋后决定加入地球战士的一方。
- 戈洛（Goro）

演员：Tom Woodruff Jr (1995 film)
配音：	Ron Feinberg (MK:TJB) 、Kevin Michael Richardson (1995 film, MKL:SR) 、Frank Welker (vocal effects; 1995 film) 、Herman Sanchez (MK4, MKG) 、Ken Lally (MK9) 、Vic Chao (MKX) 、Angus Sampson (2021年电影)
异世界的王子，高贝克王的儿子，曾在多年前讲空老祖先击败，并和尚宗合作多次拿下真人快打比赛冠军。其父亲死后继承了其王位。
曾和刘康等人合作过，并且一起和所有人死在了争夺火焰人力量的战役中。
在时间线重置后最初依旧与绍康等人合作，绍康死后，先后败于科塔尔汗等人之手，并且其父亲也死于战斗，又因为其失去了手臂，于是之后他决定和大贡合作。
在11中表明其已经死亡。
- 尚宗（Shang Tsung）

演员：Richard DiVizio (MKM:SZ)、Cary-Hiroyuki Tagawa (1995 film, Legacy II)、Bruce Locke (Conquest)、James Lew (Rebirth)、Johnson Phan (Legacy)、Chin Han (2021 film)
配音：Ed Boon (MK)、Jim Cummings (MK:TJB)、Neil Ross (MK:DotR)、Christian Munoz (MK:D)、Knute Horowitz (MK:A)、James Kyson (MKvsDCU)、Andrew Kishino (MK9)、Cary-Hiroyuki Tagawa (MK11)、Artt Butler (2020年)
来自人类世界的邪恶巫师，因为一些原因和绍康等人合作，其可以吸收别人的灵魂来让自己变的年轻。
曾和拳痴杀死过刘康，不过在龙王复活后和雷电合作。
在时间线重置后最初依旧与绍康等人合作，原本绍康曾用他的灵魂来让女王辛迪尔力量增强，后来因为一些原因使他活了下来，并在之后计划夺取控制时间的魔法装置。
在刘康线路中，他会因为时间线的原因消失，在尚宗线中，他会成为统治一切的王者。

### 《真人快打2》
- 巴拉卡（Baraka）

演员：Dennis Keiffer (Annihilation)、Lateef Crowder (Rebirth)、Fraser Aitcheson (Legacy)
配音：Dan Forden (MKG)、Eric Wackerfuss (MK:D)、Dan Washington (MKvsDCU)、Bob Carter (MK9)、Greg Eagles (MKX)、Steve Blum (MK11)
異世界邊遊牧民塔卡坦族的首領，因为一些原因而和绍康合作。
世界线重置后最初依旧是和绍康合作，之后决定和吉塔娜合作，并且增加了其吃人等设定。
- 杰德（Jade）

演员：Irina Pantaeva (Annihilation)
配音：Voiced by	Natalie Salzman (MK:D)、Linda Lee (MK9)、Mela Lee (MK11)Emily O'Brien (MKL:BOTR)
吉塔娜的玩伴，最初曾被绍康命令，如果吉塔娜背叛绍康，其就有杀死吉塔娜的权力。
之后和吉塔娜一起背叛绍康。
时间线重置后，增加了其和科塔尔汗相恋的设定。
- 贾克斯（Jackson "Jax" Briggs）

演员：:Gregory McKinney (1995 film)、Lynn "Red" Williams (Annihilation, Federation of Martial Arts)、Michael Jai White (Rebirth, Legacy)、Mehcad Brooks (2021 film)
配音：Ed Boon (1993–1999)、Dorian Harewood (MK:DotR)、Craig J. Harris (2000–2002)、Simeon Norfleet (2005–2006)、Dan Washington (MKvsDCU)、Marz Timms (MK9)、Greg Eagles (MKX)、Carl Weathers (MKX, DLC skin)、William Christopher Stephens (MK11)、Ike Amadi (2020年网络动画)
美国军官，同时也是索尼娅的上司，有一双机械手臂。
在时间线重置后，其手臂因为被断掉，于是双手被改成了机械手臂。虽说已经从军队退休，但是却靠着自己的努力去保护地球。
- 金太郎（Kintaro）

配音：Rhasaan Orange ( MK 2011 ), Dave B. Mitchell ( MKL:BOTR ) 
首肯族的虎人将军，曾接受高贝克王的指令，代替戈洛参加真人快打的比赛。
在时间线重置后，其在绍康被击败后，与西瓦合作，之后被被控制的索尼娅等人杀死。
- 吉塔娜（Kitana）

演员：Talisa Soto (1995–1997)、Dara Tomanovich (Conquest)、Audie England (Conquest)、Samantha Jo (Legacy)
配音：Cree Summer (DotR)、Rosalind Dugas (MK4)、Lita Lopez (MK:SM)、S.G. Willie (MKvsDCU)、Karen Strassman (2011–2015)、Kari Wahlgren (MK11)、Grey Griffin (2020–present)
异世界的公主，为了向杀死自己父亲耶罗德的人绍康复仇，于是潜伏在绍康身边，准备在合适的时候杀死他。
之后加入了地球战士的部队。
在时间线重置后。现在时候的她被其母亲杀死，并成为了死灵、过去时候的她与其他地球战士一起保护世界。
- 空老（Kung Lao）

演员：Paolo Montalbán (Conquest, Great Kung Lao)、Mark Dacascos (Legacy)、Max Huang (2021 film)
配音：Joshua Y. Tsui (MKG)、Joe Yau (MK:SM)、Jin Hyong (MK9)、Will Yun Lee (MKX)、Sunil Malhotra (MK11)、Matthew Yang King
刘康的同门，是一个对正义直言不讳的人。是伟大的空老的后代。
在时间线重启后。现在时候的他被绍康杀死，并成为了死灵，过去时候的他与其他地球战士一起保护世界。
- 蒯良（Kuai Liang/Sub-Zero）

演员：基思·库克
配音：Luke Perry ( MK:DotR )、John Tobias ( MK4 )、Ed Boon ( MK:D )、Rom Barkhordar (2005–2006)、Jim Miller (2008–2011)、Steve Blum (2015–present)、Dimitri Vegas ( MK11 , DLC 皮肤)、Bayardo De Murguia ( MKL:BotR ) 、Ron Yuan ( MKL:SB )
碧汉的弟弟，也是现任绝对零度，与蝎子拥有复杂的关系。因为反对其所在的教派“林奎教”把人类改造成机器人的计划于是离开了林奎教。
在时间线重置后。他曾被改造成机器人，之后被拳痴改造成人格亡灵形态，并在恢复本体后，与其他地球战士一起保护世界。
- 烟雾（Smoke）

演员：Ridley Tsu
配音：Ed Boon (MKII, UMK3, MKT, MKA)、Jeremy Ratchford (MK:DotR)、Ken Lally (MK9)、Andrew Bowen (MKX)、Matthew Mercer (MKL:BOTR)、
蒯良的好友，和蒯良都是“林奎教”的成员，之后被改造成了机器人，并受到了努影赛博特的控制。
在时间线重启后。他没有被改造成机器人，并在之后被辛代尔杀死，并成为了死灵。
- 绍康（Shao Kahn）

演员：Brian Thompson (Annihilation)、Jeffrey Meek (Conquest)、Aleks Paunovic (Legacy)、
配音：Steve Ritchie (1993–2005)、Frank Welker (1995 film)、John Vernon (MK:DotR)、Nigel Casey (2004–2006)、Patrick Seitz (MKvsDCU)、Bob Carter (MK9)、Ike Amadi (MK11)、Fred Tatasciore (2020年动画)
来自异世界的皇帝，渴望统治世界。
在争夺火焰人能力的战役中唯一一个活下来的人，在时间线重置后，其最后被雷电设计除掉，而过去时候的他则被尚宗杀死。
- 梅连娜（Mileena）

演员：Dana Hee (Annihilation)、Megan Brown (Conquest)、Jolene Tran (Legacy)、Michelle Lee (Legacy II)、Sisi Stringer (2021 film)
配音：Rosalind Dugas (MKG)、Lita Lopez (MK:SM)、Johanna Añonuevo (2004–2006)、Karen Strassman (2011–2015)、Kari Wahlgren (MK11)
异世界公主的吉塔娜的复制品。把绍康当成是自己的父亲。
在世界线重置后，在绍康被击败后，其继承了绍康的位置，但是因为迫于想要复仇，结果导致国家被夺，其后也因为兵败被杀。
目前过去时间的她似乎是在准备着什么。

### 《真人快打3》相关
- 变色龙人（Chameleon）

演员：约翰·特克 ( MKT )
配音：Ed Boon ( MKT )
一个非常神秘的人，是绍康的部下，可以使用所有男性忍者角色的技能。
- 女变色龙人（Khameleon）

演员：贝基·盖博 ( MKT )
配音：Johanna Añonuevo（世界末日）
一个非常神秘的蜥蜴族人，为了向绍康报仇于是加入了地球战士的部队，其可以使用一部分女性角色的技能。
- 塞拉克斯（Cyrax）

演员：JJ Perry ( Annihilation )、Shane Warren Jones ( Legacy )
配音者：Ed Boon ( MKG )\Rhasaan Orange ( MK9 )、Ike Amadi ( MK11 )、Artt Butler ( MKL:BOTR )
林奎族的机器人，后来成为了地球战士的成员。在世界线重置后，最初是绍康的部下，之后为了帮助绝对零度（弟）而牺牲。
- 塞克托（Sektor）

演员：James Kim ( Live Tour )、Peter Shinkoda ( Legacy )
配音者：Dorian Harewood ( MK:DotR )、Jarod Pranno ( MK:A )、Andrew Kishino ( MK9 )、Vic Chao ( MKX )、Dave B. Mitchell (2019-present)
林奎族的机器人，并对其机器人的身份很是满足，甚至还对反对成为机器人的林奎教成员进行围追堵截。在世界线重置后，最初是绍康的部下，后在11中死亡。
- 埃尔马克（Ermac）

详见埃尔马克
- 卡巴（Kabal）

演员：丹尼尔·尼尔森（2021 年电影）
配音者：Kevin Michael Richardson ( MK:DotR )、Shaun Hemmerick ( MK:SM )、Jarod Pranno ( MK:A )、David Lodge ( MK9 )、Jonathan Cahill ( MK11 )、Damon Herriman (2021 电影)、Keith Silverstein ( MKL:SB )
原本是黑龙会成员，因为其首领的背叛，导致其面部被毁，所以他短暂的和地球战士合作去反抗绍康，之后其建立了新的黑龙会。在世界线重置后，曾在一段时间成为了警察，之后因为被怪物袭击而导致面部被毁。并在之后加入了地球战士，可其后被杀，并成为了亡灵。过去时间的他依旧是黑龙会的成员，并在卡诺死后，可能成为了黑龙会的新任首领。
- 茅太郎（Motaro）

演员：德隆·麦克比
绍康的部下之一，是半人马，并且和西瓦有很深的矛盾。
之后被绍康改造成半兽人。在世界线重置后死于和乔尼凯奇的对决中。
- 夜狼（Nightwolf）

演员：Litefoot
配音者：Tod Thawley (MK:DotR)、Elias Figueroa (MK:D)、Larry Omaha (MK9)、Daniel Luján (MK11)
一个族人的巫师，帮助过地球战士保护世界。
时间线重置后，现在时间线的他死于和辛代尔的对决中，并在之后成为了亡灵，过去时间线的他与风神一起监视尚宗。
- 雨（Rain）

演员：Tyrone Wiggins (Annihilation)、Percy Brown (Conquest, Federation of Martial Arts)
配音者：Rino Romano (MK:DotR)、John Podlasek (MK:A)、Jeff Pilson (MK9)、Andrew Bowen (MKX)、Dempsey Pappion (MK11)
伊甸反抗军的首领之一，也是伊甸界守护神阿古斯的私生子,曾因为一些原因而加入了绍康的部下，在时间线重置后，并绍康被击败后，和梅连娜合作，但是却失败了。
- 西瓦（Sheeva）

演员：Marjean Holden
配音者：Dawnn Lewis (MK:DotR)、Lori McClain (MK:A)、Lani Minella (MK9)、Vanessa Marshall (MK11)
首肯族成员，原本是辛代尔的护卫，在辛代尔死后，离开了王宫，并在之后参加了真人快打比赛。在时间线重置后，其最初是绍康的部下，之后在绍康被击败后成为了一个地区的首领，并在之后开始辅佐吉塔娜，但是后来因为得知了辛代尔的一些事情后而被辛代尔击倒。
- 辛代尔（Sindel）

演员：Eileen Weisinger ( Live Tour )、Musetta Vander ( Annihilation )、Beatrice King ( Legacy )
配音者：Laura Boton ( MK:D )、Lani Minella ( MK9 )、Kelly Hu ( MKX ) 、Mara Junot
吉塔娜的母亲，异世界曾经的女王，因为其丈夫被杀后，她不愿意同流合污于是自杀了，之后被复活并被利用，后在地球战士的努力下，逐渐恢复正常。在时间线重置后，其变成了一个邪恶的人，和绍康同流合污，最后和绍康一起被尚宗击败。
- 柯蒂斯・史崔克（Kurtis Stryker）

演员：	Tahmoh Penikett ( Legacy )、Eric Jacobus ( Legacy II )
配音者：Matthew Mercer、Ron Perlman
人类世界的保安官，因为为了保护人们而参加了地球战士的阵营。在时间线重置后，其被辛代尔杀死，并成为了亡灵。

### 《真人快打4》相关
- 风神（Fujin）

演员：安东尼·马尔克斯（MKM:SZ）；尼克杜桑 ( MKX )
配音：Herman Sanchez ( MK4 )、David Horachek ( MK:A )、Troy Baker ( MKX )、Matthew Yang King ( MK11 )
地球界的守护神之一，也是雷电的义弟，和雷电一起保护世界。
- 拳痴（Quan Chi）

演员：Richard Divizio ( MK Mythologies )、Adoni Maropis (television)、Michael Rogers (web series)
配音者：Nick Chinlund (动画系列)、Herman Sanchez ( MK4 , MK:A )、Nigel Casey ( MK:D )、Ronald M. Banks (2008–2015)、Darin De Paul
暗影兄弟会的首领，是个为了权力可以和任何人合作的人，曾帮助过辛诺科解除封印，并且还伪装成绝对零度将蝎子所在的宗族灭门。在时间线重置后，因为其计划被蝎子得知所以被蝎子所杀。
- 赛莉娜（Sareena）

饰演：利亚·蒙特隆戈（MKM:SZ）；Dana Hee ( Konquest )
配音：丹妮尔·尼科莱特（MKX）
曾经是拳痴的部下，后来遇到绝对零度后，决定加入地球战士的阵营。
- 谭雅（Tanya）

饰演：表演者：利亚·蒙特隆戈（MK4）
配音：Rosalind Dugas ( MK4 )、Beth Melewski ( MK:D )、Jennifer Hale ( MKX )
异世界人，经常会为了利益而和任何人合作。
- 加雷克（Jarek）

饰演：马克迈尔斯（MK4）
配音：Jon Hey ( MK4 )、James Freeman-Hargis ( MK:A )
黑龙会成员，会一些卡诺的招式。在时间线重置后，因为偷袭科塔尔汗失败而被抓。
- 凯（Kai）

饰演：金博尔·乌丁（MK4）
配音：埃德·布恩（MK4）
刘康的徒弟。
- 腐肉人（Meat）

尚宗的试验品。可以使用出任何角色的技能。
- 玲子（Reiko）

饰演：吉姆·赫尔辛格（Konquest）、内森·琼斯（2021 年电影）
配音：Ed Boon ( MK:D )、David Beron ( MK:A )、Robin Atkin Downes ( MKL:BOTR )
绍康的部下，曾帮助过席诺科入侵地球。在时间线重置后，其最初是绍康的部下，之后在绍康被击败后决定继承其一部分身份，后来被哈维可用魔法杀死。
- 辛诺科（Shinnok）

饰演：Reiner Schöne (Annihilation)
配音：John Tobias (MK4, MKG)、Knute Horwitz (MK:A)、Ken Lally (MK9)、Troy Baker （MKX-MK11）、Robin Atkin Downes
远古之神，因为想控制地球，于是决定对地球进行入侵，可是后来因为失败而被雷电囚禁。在时间线重置后，因为被地球战士的人们击败，而后他被堕落魔法侵蚀的雷电关押。

### 《真人快打：特种部队》
- 特雷莫（Tremor）

配音：Fred Tatasciore ( MKX )、Imari Williams ( MKL:SB )
黑龙会成员，后被贾克斯击杀。在时间线重置后，因为偷袭科塔尔汗失败而被抓。

### 《真人快打：致命联盟》
- 火焰人（Blaze）

配音：Simeon Norfleet ( MK:A )
监视地球战士等东西的人，曾被龙王要求保护一颗龙蛋，而由于其在做这种事情的时候，发现地球的格斗家们越来越强大。于是他将所有战士聚集在一起进行最后的战斗。从而防止即将到来的地球末日，不过后来其能力被绍康夺走。而后雷电为了不让世界灭亡于是用一些方式告诉过去的自己去如何应对绍康。
- 波莱丘（Bo' Rai Cho）

配音：Carlos Pesina ( MK:DA , MK:D , MK:A )；史蒂夫·布鲁姆( MKX )
异世界的格斗家，但是其却反对绍康入侵其他世界的行为，所以他便把自己所会的战斗方式教授给了刘康等人。在时间线重置后因为被偷袭而被击倒。
- 德拉明（Drahmin）

配音：Rich Carle ( MK:D )
来自地狱世界的恶魔，曾和拳痴合作过，在时间线重置后被拳痴杀死。
- 德拉明（Drahmin）

配音：Rich Carle ( MK:D )
一个恶魔，曾和拳痴合作过，在时间线重置后被拳痴杀死。
- 冰霜/佛丝特（Frost）

配音：克里斯汀·里奥斯（MK:A）；胡凯莉（MKX）；萨拉·克雷文斯 ( MK11 )
绝对零度的徒弟，最初设计只是做为“女性版绝对零度”而设计出来。其本人对绝对零度的想法十分不满，并有取代绝对零度的打算，11代在流浪中为克萝妮卡蛊惑，并打算和其他人一起重启林奎计划，但是没成功，并且绝对零度放过了她。
- 苏浩（Hsu Hao）

红龙会成员，为了剿灭黑龙会于是卧底在地球战士的联盟，后被贾克斯击杀，并在之后因为一些原因，参加了夺取火焰人的能力，但是却和大部分人一起死在了这场战役中，在时间线重置后被蝎子所杀。
- 高桥剑痴/剑痴（Kenshi Takahashi/Kenshi）

饰演：Dan Southworth (Legacy II)
配音：Robert Keting (MK:DA)、Brendan Scannell (MK:D)、Jin Hyong (MK9)、Vic Chao (MKX)、Manny Jacinto (MKL:SB)
来自日本的剑士，之后被尚宗利用导致其失去了视力，后来被救后加入了地球战士的联盟。
- 李梅（Li Mei）

配音：陈丽娜 ( MK:D )、塔拉·斯特朗( MKX )、格雷·格里芬( MKL:BOTR )
异世界的一个村庄的人，后被拳痴欺骗。被波莱丘所救后，与波莱丘一起反抗绍康等人。
- 摩瓦多（Mavado）

配音：亚历克斯·布兰登（MK:A）
红龙会成员，在10之前被杀。
- 莫卡普(Mokap）

一位动作指导，和乔尼·凯奇有过关系。
- 莫洛克(Moloch）

配音：鲍勃·拉德维格 ( MK:D )。
和拳痴合作的恶魔，在时间线重置后被拳痴杀死。
- 尼塔拉(Nitara)

饰演：梅尔·贾森（2021 年电影）
一个吸血鬼。

### 《真人快打：龙王》
- 阿什拉(Ashrah)

配音：Johanna Añonuevo
来自异世界，是地球战士一方的人。
- 戴鲁(Dairou)

配音：乔什·施密茨滕斯坦 ( MK:D )
原本是辛丹地区的士兵，后来因为一些原因而成为了赏金猎人。
- 萤(Hotaru)

配音：蔡斯·阿什贝克 ( MK:D )
辛丹地区的士兵，只会按照秩序来。
- 基拉(Kira)

配音：Christine Rios ( MK:A ), Courtenay Taylor ( MKL:SB )
卡巴新招募的黑龙会成员。
- 库巴(Kobra)

配音：亚历克斯·布兰登 ( MK:A )、尤里·洛文塔尔( MKL:SB )
卡巴新招募的黑龙会成员。
- 奥拿伽(Onaga)

配音：奈杰尔·凯西 ( MK:D , MK:A )
龙王，有“最强者”的传说。
- 苏荆轲(Shujinko)

配音：Max Crawford ( MK:D , MK:A )
被龙王等人利用的格斗家，之后为了赎罪，加入了少林等地方。

### 《真人快打：末日》
- 塔文(Taven)

配音：Phil Ridarelli ( MK:A )
神族人，原本想通过击败火焰人能方式来阻止世界末日发生，但是没成功。
- 大贡(Dairou)

配音：汤姆·泰勒森（MK:A）
神族人，塔文的弟弟，因为从孵化中过早醒来所以外貌非常显老。后在和其兄弟争夺火焰人能力的时候被哥哥击败。

### 《真人快打VSDC》
- 黑暗卡恩(Dark Kahn）

配音：汤姆·泰勒森（MK:A）
Shao Kahn 和DC Comics超级反派Darkseid的结合体,在玩家击败其后，绍卡恩和达克赛德被困在了对方的宇宙中。

### 《真人快打2011》
- 绯红（Skarlet）

配音者：Beata Poźniak
绍康收养的女刺客，会血魔法。

### 《真人快打X》
- 凯西・凯吉（Cassie Cage）

配音者：Ashly Burch (MKX)、Erica Lindbeck (MK11)
乔尼和索尼娅的女儿，目前是地球战士成员，曾独自一人击败了辛诺科。
- 德沃拉(D'Vorah)

配音者：Kelly Hu (MKX, MK11), Debra Wilson ( MKL:BOTR )
克丁族的首领，可以为了族群什么都能做出来，曾与绍康、辛诺科等人合作过。
- 艾隆・布莱克（Erron Black）

配音者：特洛伊·贝克(MKX, MK11)
原本是黑龙会成员，后因为卡诺的背叛于是辅佐科塔尔汗以及吉塔娜，实际年龄有上百岁，并且因为和尚宗有联系所以导致其不会变老。
- 贾桂琳・“贾姬”・布里吉斯（Jacqueline "Jacqui" Briggs）

配音者：Danielle Nicolet (MKX)；Megalyn Echikunwoke (MK11)
贾克斯的女儿，目前是地球战士成员，并且和高桥剑痴的儿子高桥武田相恋。
- 空进（Kung Jin）

配音者：约翰尼·永·博世
少林子弟，空老的后辈，曾因为空老战死而对雷电充满怨恨，后来还是成为了地球战士联盟的成员。
- 高桥武田（Takeda Takahashi）

配音者：沉帕里
蝎子的徒弟，后来加入了地球战士联盟，和凯西一起反抗过辛诺科的入侵。
- 科塔尔汗(Kotal Kahn)

配音者：Phil LaMarr (MKX, MK11)
异世界人，绍康的死后成为皇帝，之后决定让吉塔娜成为女王，而自己则对其进行辅佐。在尚宗线路中，其被击杀。
- 菲菈&托尔(Ferra & Torr)

配音： 塔拉·斯特朗（费拉）；Fred Tatasciore (托尔)
异界共生物种的成员，之后成为了科塔尔汗的部下，托尔为坐骑，菲拉为骑手，目前托尔已经寿终正寝，而菲拉正在寻找下一个坐骑。
- 特里包(Triborg)

配音：Vic Chao
机器人，有塞拉克斯等型号。

### 《真人快打11》
- 收集者(Kollector)

配音：安德鲁·莫尔加多
首肯族的奴隶，为了钱财不择手段，之后成为了绍康的部下，绍康失败后下落不明。
- 杰拉斯(Geras)

配音：戴夫·B·米切尔
克萝妮卡的部下，具有停止时间与操控时之沙的能力。本身不老不死，如果被杀，复活后会变得更强，之后被雷电用计调入血海中。
- 赛特莉昂(Cetrion)

配音：玛丽·伊丽莎白·麦格林
上古之神，为代表生命与美德的女神同辛诺科的姐姐，克萝妮卡的女儿。虽说她并不认为自己母亲做的对，但是其无法反对母亲，最后和母亲合体。
- 克萝妮卡(Kronika)

掌控时间的神，席诺可与赛特莉昂的母亲。虽然号称时间之神，致力维持正邪平衡，因为不满雷电的指令而决定去做一些事情，后被刘康击败。

### 客串角色
| Game/Character               | MKvsDCU | MK2011 | MKX | MK11 |
| ---------------------------- | ------- | ------ | --- | ---- |
| 蝙蝠俠 Batman                | x       |        |     |      |
| 驚奇隊長 Shazam              | x       |        |     |      |
| 貓女 Catwoman                | x       |        |     |      |
| 達克賽德 Darkseid            | x       |        |     |      |
| 喪鐘 Deathstroke             | x       |        |     |      |
| Green Lantern                | x       |        |     |      |
| 閃電俠 The Flash             | x       |        |     |      |
| 小丑 The Joker               | x       |        |     | x    |
| 雷克斯·路瑟 Lex Luthor       | x       |        |     |      |
| 超人 Superman                | x       |        |     |      |
| Wonder Woman                 | x       |        |     |      |
| 弗莱迪·克鲁格 Freddy Krueger |         | x      |     |      |
| 克雷多斯 Kratos              |         | x      |     |      |
| Jason                        |         |        | x   |      |
| Predator                     |         |        | x   |      |
| 異形 Xenomorph               |         |        | x   |      |
| 人皮臉 Leatherface           |         |        | x   |      |
| Spawn                        |         |        |     | x    |
| Terminator T-800             |         |        |     | x    |
| RoboCop                      |         |        |     | x    |
| Rambo                        |         |        |     | x    |

### 官方主页
- Midway（製作公司）官方網站 （页面存档备份，存于） （英文）

1. ↑  . Allgame.com. 2010-10-03  [November 17, 2013]. （原始内容存档于November 16, 2014）.
2. ↑  . behindthevoiceactors.com.   [May 22, 2019]. （原始内容存档于2018-08-19）. Check mark indicates role has been confirmed using screenshots of closing credits and other reliable sources.
3. ↑  . behindthevoiceactors.com.   [March 29, 2019]. （原始内容存档于2022-09-04）. Check mark indicates role has been confirmed using screenshots of closing credits and other reliable sources.
4. ↑  Couch, Aaron. . The Hollywood Reporter. 2021-06-16  [2021-06-16]. （原始内容存档于2021-10-06） （美国英语）.